# Escola Mèdica Salernitana
L'Escola Mèdica Salernitana (en italià: Scuola Medica Salernitana) va ser la primera escola mèdica medieval i estava situada a la ciutat de Salern, regió de Campània, Itàlia, essent la major font de coneixement mèdic d'Europa en el seu temps. S'havien acumulat texts de tractaments mèdics àrabs en traduccions gregues en la biblioteca de Montecassino, on varen ser traduïdes al llatí; la tradició d'Hipòcrates, Galè i Dioscòrides que havien rebut va ser enriquida per la pràctica mèdica àrab i jueva, coneguda a través de contactes a Sicília i el nord d'Àfrica. Com a resultat, els practicants de la medicina de Salern, tant homes com dones, no tenien rival en el Mediterrani occidental pels seus coneixements. Manuscrits salernitants es trobaven en nombroses biblioteques europees i eren citats pels cronistes de l'època.
L'ensenyament mèdic salernità va néixer de la síntesi i comparació de diferents experiències, com s'evidencia en la llegenda que atribueix la fundació d'aquesta escola a quatre mestres: el jueu Helinus, el grec Pontus, l'àrab Adela i el llatí Salernus.
L'Escola Salernitana es va fundar al segle ix i arribà al seu zenit entre els segles x i xiii, des de les darreres èpoques de poder de la Llombardia Menor fins a la caiguda dels Hohenstaufen. Alguns autors la consideren la primera universitat europea.

## Fonament i importància de l'Escola
Des de la síntesi jueva, àrab, grega i llatina representa un moment fonamental història de la medicina per la innovació que introdueix en el mètode i per la seva aposta per la profilaxi. L'enfocament es basava sobretot en la pràctica i l'experiència, obrint així el camí al mètode empíric i la cultura de la prevenció. Va ser de particular importància el paper jugat per la dona en la pràctica i ensenyament de la medicina, les dones eren admeses com a professores i com alumnes.

## Organització
El curriculum studiorum estava constituït per:
- 3 anys de lògica;
- 5 anys de medicina (que comprenien cirurgia i anatomia);
- 1 any de pràctica amb un metge ancià;

Estava també prevista, cada 5 anys, l'autòpsia d'un cos humà.
A l'Escola a més d'ensenyar medicina hi havia també cursos de filosofia, teologia i Dret.

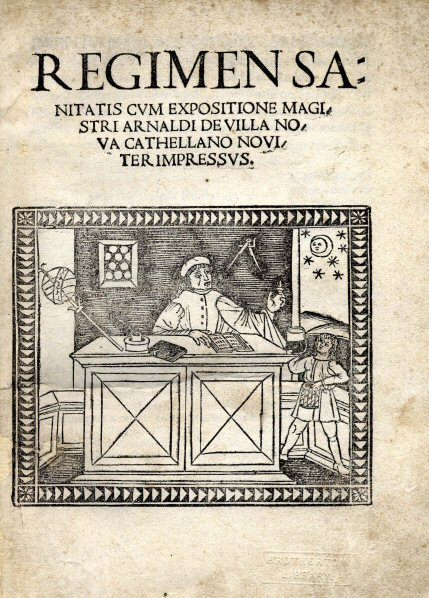
Coberta de la primera edició del Regimen Sanitatis Salernitanum (1480).

## ElRegimen
El Regimen Sanitatis Salernitanum és el tractat més famós produït per aquesta escola. L'obra, en versos llatins, resulta ser un compendi de normes higièniques, de nutrició, de plantes medicinals i d'altres indicacions terapèutiques suggerides per la mateixa Escola.

## Metges cèlebres de l'Escola
- Gariopont (segles X-XI)
- Pietro Clerico (segles X-XI)
- Alfano I (segle xi)
- Constantí l'Africà (segle xi)
- Trotula de Salern (segle xi)
- Ruggero Frugardi (XIII)
- Giovanni Afflacio
- Adelle dels Sarraïns
- Saladino d'Ascoli (XII)
- Matteo Plateario (XII)
- Giovanni da Procida (XIII)
- Abella Salernitana (XIV)
- Costanza Calenda (XV)
- Matteo Silvatico (XIV)
- Rebecca Guarna (XV)
- Mercuriade